# Csillagpázsit
A csillagpázsit (Cynodon dactylon) a perjefélék (Poaceae) családjába tartozó faj. Tudományos nevének generikus része a görög kynodon = kutyafog, specifikus része a görög daktülosz = ujj szóból származik. Egyéb nevei: Bermuda-fű, boszorkánykása, burkos kutyapázsit, daruláb, tarackfű, ebfogfű, ujjas muhar.

## Elterjedése
Észak-Afrikában, Ázsiában, Ausztráliában és Dél-Európában honos növény, az USA melegebb területein gyepnek termesztik. Jó szárazság- és taposástűrő növényként legelőkön, taposott gyomnövényzetben fordul elő.

## Jellemzői
A csillagpázsit lágy szárú, évelő, horizontális gyöktörzsű növény. 30, néha 90 cm magasra nő meg, szára enyhén ellapuló. A taposást igen jól tűri. Mélyre nyúló gyökérrendszere van, ami aszályos területeken akár 2 méter mélyre lenyúlhat, bár a gyökérzet nagy része 60 cm-nél sekélyebben helyezkedik el. A leveles hajtások elheverők, a virágosak felállóak, a taposást jól tűrik. A lándzsa alakú levéllemezek szürkészöldek, 4–15 cm hosszúak, érdes szélűek, fehér szőrökből álló körrel a lemez és a tok találkozásánál. Az álló szárak levelei 2,5–10 cm hosszúak, az elfekvő indákról és rizómákról növő levelek rövidek és pikkelyesek. A virágzási időszak tavasz végétől szeptemberig tart. Virágzata ujjas kalász (a kalászok egyenlő magasságból indulnak), 3-7, néha 2 db, 3–6 cm hosszú, gyakran ibolyásvörös színezetű, 1-2 virágból álló füzérkével. Az oldalról lapított, 2 csónakforma pelyvalevéllel borított füzérkék a szár tetejéről indulnak ki, a füzértengely egyik oldalról kiindulva egyesével állnak, sugaras elrendezésben. A talaj felszínén kúszva minden szárcsomónál gyökeret ereszt, így sűrű gyepet képes alkotni. Vegetatív úton, föld alatt kúszó erőteljes tarackokkal is szaporodik, több méter átmérőjű klónokat hozva létre.
Magja 2 évig csírázóképes, 20 °C felett csírázik; a növény 15 °C fölött növekedik, a 24-37 °C közötti hőmérsékleti tartomány optimális neki. Szárazság vagy tűzvész esetén csak a növény felső része hal el, rizómáiból képes újranőni. C4-es típusú fotoszintézis jellemző rá.
Szélbeporzású, önmeddő. Virágpora 28-30 mikron átmérőjű, gömbös vagy ellipszoid formájú, vékony exine-nel. A pollenfal szemcsés, a pollen maga monoporát típusú (egy csíranyílású).

## Változatai
Kromoszómáinak alapszáma n = 9 vagy 10. 2n = 16, 18, 27, 36, 40 vagy 54. Kis kromoszómái vannak. 2-, 3-, 4- és 6-szoros poliploidia fordul elő.
- Cynodon dactylon (L.) Pers. var. afghanicus J. R. Harlan & de Wet (kromoszómaszám: 2n = 18, 36)
- Cynodon dactylon (L.) Pers. var. aridus J. R. Harlan & de Wet (kromoszómaszám: 2n = 18)
- Cynodon dactylon (L.) Pers. var. coursii (A. Camus) J. R. Harlan & de Wet (kromoszómaszám: 2n = 36)
- Cynodon dactylon (L.) Pers. var. dactylon (kromoszómaszám: 2n = 36)
- Cynodon dactylon (L.) Pers. var. elegans Rendle (kromoszómaszám: 2n = 36)
- Cynodon dactylon (L.) Pers. var. polevansii (Stent) J. R. Harlan & de Wet (kromoszómaszám: 2n = 36)

## Felhasználása
Gyors növekedése, igénytelensége, szárazságtűrése miatt meleg mérsékelt éghajlatokon sportpályák gyepjeként hasznosítják, termesztett változatait a különböző sportok követelményeinek való megfelelésre nemesítették.
Szénája táplálékul szolgálhat szarvasmarha, kecskék, baromfik számára.
Egyes változatai hidrogén-cianidot, triticint tartalmaznak.
Agresszív természete miatt könnyen kiszorít más fűféléket, ezért egyes területeken inváziós növény, gyomként irtják. A vegyi irtás Glyphosate-tal szokásos, emellett lehetőleg a növény minden részét fizikailag el kell távolítani.

## Fordítás
- Ez a szócikk részben vagy egészben a Cynodon dactylon című angol Wikipédia-szócikk ezen változatának fordításán alapul.  Az eredeti cikk szerkesztőit annak laptörténete sorolja fel. Ez a jelzés csupán a megfogalmazás eredetét és a szerzői jogokat jelzi, nem szolgál a cikkben szereplő információk forrásmegjelöléseként.